# Burnum
Burnum je bio rimski vojni logor i naselje kraj Kistanja. Ostatci logora nalaze se u mjestu Ivoševci, 19 km od Knina, u smjeru Kistanja.
Arheološki lokalitet sastoji se od dviju lokacija. Cestom iz Knina prema Zadru, na njezinom 19. kilometru, s lijeve strane nalaze se dva luka, vjerojatno portika principia rimskoga vojnog logora Burnuma, u naroda zvana Šupljaja ili Šuplja crkva. Principij je bila zgrada zapovjedništva, upravno i religiozno središte rimskoga vojnog logora. Smještao se na mjestu gdje su se sjekle najvažnije logorske prometnice: via principalis i via praetoria. Spomenuta cesta približno prolazi trasom nekadašnje via principalis. U pozadini lukova otvara se klanac rijeke Krke u kojemu se na tom mjestu popriječio masivan prirodni prag od sedre, što na rijeci Krki uzvodno tvori jezero, a nizvodno slap Manojlovac. Drugi lokalitet obuhvaća amfiteatar, a nalazi se s desne (zapadne) strane ceste, oko 1 km prema jugozapadu.
Prva sustavna arheološka istraživanja Burnuma izvršio je Austrijski arheološki institut iz Beča tijekom 1912. i 1913. g. na mjestu logorskog principija. Isti institut u suradnji s Arheološkim muzejom u Zadru proveo je 1973. g. reviziju prethodnih istraživanja principija logora i istraživanje vodovoda za Burnum. U novije vrijeme sustavna arheološka istraživanja od 2002. godine na prostoru legijskoga logora u Burnumu provode se u suradnji Odjela za arheologiju Sveučilišta u Zadru i Bologni te Gradskoga muzeja u Drnišu.

## Povijest
U očuvanim povijesnim izvorima, ime Burnuma prvi put se javlja kod Plinija Starijeg dok opisuje borbe Rimljana s autohtonim stanovništvom, gdje kaže: 
»in hoc tractu sunt Burnum, Andetrium, Tribulium, nobilitata proeliis castella - u ovom su kraju Burnum, Andetrij i Tribulij, utvrde (gradine) slavne po bojevima (Gaius Plinius Secundus, Naturalis Historia, III. 142)«
Moguće da je riječ o bitkama što ih je oko tih gradina vodio Gaj Oktavijan u svojim pohodima po Iliriku između 35. pr. Kr. i 33. pr. Kr. ili još vjerojatnije, o bitkama iz vremena panonsko-ilirskog ustanka od 6. do 9. godine.
Naziv castellum, kojim Plinije Stariji naziva Burnum, ukazuje na njegov gradinski karakter. Taj Burnum nalazio se na lijevoj obali rijeke Krke, na gradini kod sela Puljana, nasuprot kasnijem rimskom vojnom logoru. Po izgradnji vojnog logora, što nije utvrđeno kada je točno bilo, dano mu je ime susjedne ilirske gradine. Pretpostavlja se da je već iza 33. pr. Kr. počelo s privremenim utvrđivanjem zemljanim bedemima i rovova. Do panonsko-ilirskog ustanka (6. – 9.), u Burnumu je boravila XX. rimska legija Valeria Victrix koju je, po premještanju u Germaniju, zamijenila XI. rimska legija - Claudia. Vjerojatno su vojnici XI. rimske legije - Claudia, nedugo po svom dolasku 9./10., započeli izgradnju stalnoga logora. Približno u isto vrijeme datira se i gradnja vodovoda od izvora Glib u Plavnom Polju do Burnuma, dugog 32,6 km i kapaciteta 72 l/s. Možda prikazi građevinskog alata na nadgrobnim spomenicima vojnika XI. rimske legije - Claudia, nađenim u bližoj ili daljoj okolici, svjedoče upravo o tim građevinskim poduhvatima u izgradnji vojnog logora. Za cara Klaudija (41. – 54.) logor vjerojatno poprima svoj završni oblik.
Građevinske djelatnosti 51./52. g. potvrđuje i jedan pronađeni natpis (CIL III 14987). Za potrebe svih tih opsežnih radova što ih je vojska provodila, barem od oko sredine 1. stoljeća djeluje vojna ciglana, koja se nalazila u obližnjem selu Smrdeljima. XI. rimska legija - Claudia (od 42. nosi titulu Claudia pia fidelis ) boravila je u Burnumu do 69. kad odlazi u Italiju, potom 70. u Germaniju. Nakon nje u Burnum je nakratko došla VIII. rimska legija - Augusta ili neko njeno odjeljenje, koje je već 70. smijenila legija IV. rimska legija - Flavia felix. Da je i IV. rimska legija Flavia felix nešto gradila ili obnavljala svjedoče u logoru pronađeni ulomci opeke s njenim žigovima. U logoru je ostala do 86. kada prelazi u posadu Singidunuma (Beograda).
Nakon odlaska legije IIII Flaviae felix Burnum prestaje biti legijska postaja. Time gubi svoj izrazito vojni karakter jer kao čuvari mira u njemu možda borave tek manje pomoćne jedinice rimske vojske. Postepeno se Burnum kao naselje proširuje izvan logorskih bedema. Civilna naselja redovito su se smještala oko 2 km od stacionarnog vojnog logora. Burnum je u 1. st. poprilično složena konglomeracija: civitas tj. općina lokalnog stanovništva koja je nastavila život na gradini kod sela Puljana i poslije taborenja rimske vojske, zatim vojni logor, te canabae - naselje što se smjestilo neposredno uz bedeme logora i civilno naselje u blizini logora. Status municipija (grada) Burnum vjerojatno dobiva od cara Hadrijana (117. – 138.). Najstariji datirani natpis koji potvrđuje municipalni status Burnuma, što su u čast Hadrijana dali podići dekurioni, članovi municipalnog (gradskog) vijeća, potječe iz 118. (CIL III 2828=9890). Dekurione spominje i jedan natpis što se datira u 127. (CIL III 2830= 9891). Pored spomenutih, još dva nedatirana natpisa svjedoče o municipalitetu Burnuma (CIL III 14321, VAHD LIV, 210, br. 19). Gdje se točno nalazilo i koliki je bio opseg civilnog naselja Burnum nije utvrđeno. Četiri žrtvenika pronađena na jednom mjestu u selu Ivoševcima, posvećena bogu Jupiteru (CIL III 9398, 9899, 9900, 9901) ne potkrepljuju dovoljno pretpostavku da se u istom selu moglo nalaziti civilno naselje, već samo pretpostavku o položaju Jupiterova hrama. Ni ostaci amfiteatra koji se nalazi oko 500 m zapadno od pretpostavljenog zapadnog logorskog bedema ne mogu locirati položaj civilnog naselja u njegovu neposrednu okolicu, jer su isti amfiteatar mogle izgraditi vojne trupe prije no što se razvilo civilno naselje. Poznato je da je vojska gradila amfiteatre u blizini vojnih logora kako bi iz njih mogla štititi vanjske dijelove logorskih bedema, ali i za treninge što su ih svakodnevno upražnjavali. S druge strane, ne isključujemo mogućnost da je amfiteatar mogao biti korišten poslije odlaska legija za zabavu stanovništva kasnijeg municipija.
Posljednji spomen Burnuma nalazimo kod Prokopija dok opisuje sukobe bizantske i gotske vojske u Dalmaciji, početkom bizantsko-gotskog rata (535. – 555.). Prokopije ga na tom mjestu naziva polis, tj. gradom (Procopius, Bellum Gothicum, I, 16). Nakon poraza 537. g. u bitci negdje u okolici Scardone (Skradina), gotska vojska sklonila se u Burnum i pristupila obnovi tada već starih bedema vojnog logora. Iz Burnuma Goti su krenuli još jednom na Salonu (Solin) i opet pretrpjeli poraz. Podatak o obnovi logorskih bedema ukazuje na to da su možda već tada dijelovi bedema bili porušeni pred zahtjevima izgradnje raznih objekata u gradu, što su se mogli javiti od odlaska legija iz provincije Dalmacije.
Nakon toga, Burnum se više ne spominje. Za autohtono stanovništvo provincije Dalmacije uslijedila su teška vremena sutona antike. Barbari koji su odavno provalili granice Rimskog Carstva našli su se u susjedstvu. Kako u Burnumu sigurnosti nije bilo, strah i nelagoda postajali su sve veće. Odljev imućnijeg stanovništvo k nekom od obalnih gradova vjerojatno je započeo puno prije 7. st., istovremeno sa slabljenjem ekonomske moći grada. Drugi su se možda sklanjali u neka od obližnjih gradinskih utvrđenja koja su se mogla braniti s razmjerno malo ljudstva. Ako je itko iz raznih razloga ipak u Burnumu dočekao Avare i njihove saveznike, što su prvih desetljeća 7. st. pustošili Dalmacijom, podijelio je s gradom sudbinu. Život u Burnumu konačno je zamro. Osvit ranog srednjeg vijeka grad nije dočekao. Po oslobađanju od Turaka, u krugovima učenih ljudi, počinje rasti zanimanje za ruševine Burnuma.

## Topografija rimskog Burnuma
Burnum u rimskom razdoblju je složena aglomeracija koja se sastoji od legijskoga logora (castrum) i njegova teritorija (territorium legionis), logora pomoćnih postrojbi (castellum), civilnoga naselja (municipium Burnistarum) koje se osniva nakon odlaska legija, a najkasnije 118. godine u doba Hadrijana i naselja autohtone zajednice liburnskih Burnista (civitas peregrinorum) kojima je središte gradina na Puljanima na lijevoj obali Krke nasuprot legijskomu logoru.